# Roca Reynolds
Der Roca Reynolds (spanisch) ist ein isolierter Klippenfelsen im Archipel der Biscoe-Inseln westlich der Antarktischen Halbinsel. Er liegt nordwestlich der Thomsen-Inseln und westlich des Maurstad Point der Renaud-Insel.
Argentinische Wissenschaftler benannten ihn. Der Namensgeber ist nicht überliefert.